# Mittelhof
Mittelhof é um município da Alemanha localizada no distrito de Altenkirchen, na associação municipal de Verbandsgemeinde Wissen, no estado da Renânia-Palatinado.